# Udbetaling Danmark
Udbetaling Danmark er en offentlig myndighed, der står for udbetaling af en række offentlige ydelser, og hører under ATP Koncernen.
Myndigheden har ansvar for en række offentlige ydelser – fx boligstøtte, folkepension, førtidspension, barselsdagpenge, familieydelser, international pension, international social sikring, begravelseshjælp, delpension, efterlevelseshjælp og fleksydelse.
Betjeningen af borgerne foregår pr. telefon, Digital Post, samt via selvbetjening på borger.dk. Borgere, der har brug for betjening ved fysisk fremmøde, skal henvende sig i kommunen - også når det drejer sig om Udbetaling Danmarks områder.
Sigtet med at samle opgaverne i Udbetaling Danmark er at gøre sagsbehandlingen mere ensartet og effektiv. Gevinsten er en mere ensartet service, der følger best practice, og i sidste ende er med til at styrke borgernes retssikkerhed.[kilde mangler]

## Kort fortalt om Udbetaling Danmark
Udbetaling Danmark overtog myndighedsansvaret for fem kommunale områder – folkepension og boligstøtte – i perioden 1. oktober 2012 til 1. marts 2013. Ansvaret for de internationale pensions- og sikringsopgaver overgik fra det daværende Pensionsstyrelsen til Udbetaling Danmark den 1. juni 2013.
Den 1. maj 2015 overgik endnu fem områder fra kommunerne – blandt dem var fleksydelse og internationale sygesikringsopgaver (fx EU-sygesikringskortet).

ATP udfører arbejdet som kostdækket virksomhed, hvor Udbetaling Danmark afregner med kommunerne efter et administrationsbidrag.

## Eksterne links
- Udbetaling Danmarks side på atp.dk
- Bekendtgørelse om Udbetaling Danmark